# Silent Hill 2
Silent Hill 2 is een survival horror-computerspel uit 2001. Het is het tweede spel uit de gelijknamige serie. Het spel werd ontwikkeld door Konami en Team Silent en uitgebracht op 24 september 2001 voor de PlayStation 2.
Het spel werd positief ontvangen door critici en kreeg meerdere vervolgen. In 2006 volgde een Silent Hill-film. Op 8 oktober 2024 werd een remake van het spel uitgebracht voor Playstation 5 en Windows.

## Plot
Silent Hill 2 gaat over James Sutherland, een weduwnaar wiens vrouw Mary drie jaar geleden overleden is. Hij heeft een brief van haar ontvangen, waarin ze hem vraagt om hem te ontmoeten in het stadje Silent Hill. Hoewel hij weet dat ze dood is, besluit hij toch naar Silent Hill te reizen. Zodra hij daar aan komt, blijkt het stadje een spookstad, waar vreemde monsters rondwaren. Hij ontmoet er een paar andere mensen, die de stad allemaal op een andere manier lijken te zien dan hij. Een van de mensen die hij tegenkomt is Maria, een vrouw die precies op Mary lijkt, maar een andere persoonlijkheid heeft en James niet lijkt te kennen. Hij gaat samen met haar op zoek naar zijn overleden echtgenote.

## Trivia
- Het spel is opgenomen in het boek 1001 Video Games You Must Play Before You Die van Tony Mott.